# トローゲン (オーバーフランケン)
トローゲン (ドイツ語: Trogen) は、ドイツ連邦共和国バイエルン州オーバーフランケン行政管区ホーフ郡の町村（以下、本項では便宜上「町」と記述する）で、フェリッチュ行政共同体の一員である。バイエルン・フォクトラントに属するこの自治体は、ホーフ市の北約6km、アウトバーンA72（インターチェンジ3 - ホーフ/テーペン）およびA93（インターチェンジ2 - ホーフ東）沿いに位置する。

## 地理
この町の中心地区は、丘陵地の間の谷間にあり、幾分閉鎖的な景観を持つ。90年代以降、スプロール現象が認められ、建築用地として立ち退かされるなど、それまでのコンパクトな集落は、破壊されつつある。

### 地区
トローゲンは、公式には7つの地区 (Ort) から成る。このうち孤立農場などを除く集落を以下に列記する。
- キーンベルク
- トローゲン

## 歴史
トローゲンは、1306年12月21日に初めて史料に記録されている。その後、1373年からクルムバッハ＝バイロイト辺境伯がこの地を治めた。トローゲンには、ロイス伯領、辺境伯領およびザクセン選帝侯領の3つの所領が認められる。1792年からはプロイセン王国のバイロイト侯領となり、1807年のティルジットの和約でフランスの管理下に置かれ、1810年にバイエルン王国領となった。バイロイト王国の行政改革の時代、1818年の自治体令により現在の自治体となった。

### 人口
この地域の人口は、1970年 1,311人、1987年 1,334人、2000年 1,584人であった。

## 文化と見所
町の外観は、高台の擬宝珠型の屋根を載せたバロック様式の塔が印象的な教会を中心に形作られている。このルター派教会の周りにラートハウスや教会の会堂が高台の上に建ち並ぶ。その傍らには区民集会を行う集会所(Bürgerhaus)がある。教会の建築自体は、バロック風の装飾とこの地方に典型的な天使の洗礼盤や説教壇をもつプロテスタントのザール式教会である。この集落を形作る他の要素としては、2つの大農家風の小城や集落郊外の丘の上に小さいけれども印象的な2つの建物（礼拝堂と霊廟）をもつ墓地がある。この町の文化的・社会的な生活は多くのサークル活動や、教会組織が支えている。

## 引用
1. ↑  https://www.statistikdaten.bayern.de/genesis/online?operation=result&code=12411-003r&leerzeilen=false&language=de Genesis-Online-Datenbank des Bayerischen Landesamtes für Statistik Tabelle 12411-003r Fortschreibung des Bevölkerungsstandes: Gemeinden, Stichtag (Einwohnerzahlen auf Grundlage des Zensus 2011)
2. ↑  Bayerische Landesbibliothek Online